# La Forêt sombre
La Forêt sombre (titre original : chinois : 黑暗森林 ; pinyin : Hēi'àn sēnlín) est un roman de science-fiction de l'écrivain chinois Liu Cixin publié en 2008. C'est le deuxième tome de la trilogie du Problème à trois corps, faisant suite au Problème à trois corps et précédant La Mort immortelle. La traduction française de l'ouvrage à partir du chinois, par Gwennaël Gaffric, est parue en 2017 aux éditions Actes Sud.
La flotte d'invasion trisolarienne est en route vers la Terre : elle mettra environ 400 ans pour l'atteindre. Dans l'intervalle, les intellectrons, des objets technologiques de la taille d'une particule subatomique envoyés sur Terre à une vitesse proche de la lumière, empêchent tout progrès scientifique et espionnent les faits et gestes des humains. Les Nations unies mettent en place deux programmes visant à contrer l'arrivée de la flotte extra-terrestre. Le premier est un programme de développement d'une force militaire spatiale qui devra affronter la flotte de vaisseaux qui approchent. Le second programme désigne quatre hommes, les Colmateurs, pour élaborer des stratégies secrètes connues d'eux seuls. Trois d'entre eux sont des personnalités puissantes et déjà reconnues, le dernier est un quasi-inconnu pourtant redouté par les Trisolariens. Celui-ci ne sait pas encore qu'il est en possession des concepts de base qui permettront de menacer efficacement les projets d'invasion. Après une ellipse d'une centaine d'années, le récit reprend lorsque le premier vaisseau de la flotte d'invasion atteint le Système solaire. La flotte terrestre engage sa première bataille spatiale. Après les échecs des trois premiers Colmateurs, un test du plan du dernier d'entre eux fonctionne de manière quasi-magique. La mise en œuvre réelle du plan final est empêchée à la fois par les Trisolariens et les humains qui n'en comprennent pas la nature. Pourtant, la logique en est implacable.

## Thème principal
Le thème principal de la trilogie, ébauché dans le premier roman, est explicité en détail dans ce deuxième volet. « Aucune civilisation ne doit annoncer sa présence au cosmos sous peine d'être détruite par une civilisation plus avancée aux aguets par prévention d'une compétition à l'expansion. » C'est la théorie de la forêt sombre, une réponse au paradoxe de Fermi. Le personnage principal l'explique ainsi : 

« L’Univers est une forêt sombre dans laquelle chaque civilisation est un chasseur armé d’un fusil. Il glisse entre les arbres comme un spectre, relève légèrement les branches qui lui barrent la route, il s’efforce de ne pas faire de bruit avec ses pas. Il retient même sa respiration. Il doit être prudent, car la forêt est pleine d’autres chasseurs comme lui. S’il remarque une autre créature vivante — un autre chasseur, un ange ou un démon, un bébé sans défense ou un vieillard boiteux, une magnifique jeune fille ou un splendide jeune homme, il n’a qu’un seul choix : ouvrir le feu et l’éliminer. Dans cette forêt, l’enfer c’est les autres. Une éternelle menace. Chaque créature qui dévoile son existence est très vite anéantie. Voici la cartographie de la société cosmique. C’est la réponse au paradoxe de Fermi. »

— Luo Ji, La Forêt sombre, p. 495
La théorie est construite sur deux thèses principales : 
- la chaîne de suspicion : à cause des grandes distances entre les étoiles, deux civilisations qui entrent en contact supposeront forcément que l'autre est malveillante ;
- l'explosion technologique : les avancées très rapides en matières de technosciences ne permettent pas à une civilisation de maintenir une suprématie technologique sur les autres civilisations. Chaque civilisation est donc potentiellement menacée par toutes les autres.

La conséquence logique de ce raisonnement est que dès la découverte d'une autre forme de vie civilisée, une civilisation doit immédiatement tenter de la détruire, laissant l'Univers être éternellement une forêt sombre. 
L'auteur a dit que son travail avait été influencé par l'histoire humaine, « spécialement la rencontre d'une civilisation avancée avec les habitants originaux d'un endroit ».

## Résumé

### Prologue
Le prologue se passe au début de la crise trisolarienne, à l'issue du premier roman Le Problème à trois corps.
- Ye Wenjie (叶文洁) – Astrophysicienne, née en 1947, un des personnages principaux du roman précédent. C'est elle qui est à l'origine de la première communication avec les Trisolariens.
- Luo Ji (罗辑) – Astronome et sociologue, est amené à rencontrer Ye Wenjie. Ye Wenjie lui suggère d'étudier la sociologie extraterrestre et lui donne deux axiomes de base à considérer pour cette nouvelle discipline :
  - la survie est le principal besoin d'une civilisation
  - chaque civilisation cherche à croître s'étendre alors que la quantité de matière dans l'univers est limitée.
- Mike Evans (麦克·伊文斯) – Principal mécène et leader de l'Organisation Terre-Trisolaris (OTT), découvre au cours d'une discussion avec les intellectrons trisolariens, que les trisolariens sont incapables de dissimulation et de tromperie.

### Première partie: Les Colmateurs
L'action se passe au début de la crise trisolarienne. Les gouvernements des nations terriennes ont décidé de fusionner leurs armées pour constituer une force spatiale qui sera capable de défendre la Terre dans quatre cents ans à l'arrivée annoncée de la flotte trisolarienne. Les principaux personnages de cette partie du roman sont :
- Chang Weisi (常伟思) – Général de l'armée populaire de libération
- Zhang Beihai (章北海) – Commissaire politique dans la Marine chinoise, luttant contre le défaitisme et contre l'évasionnisme (tentative de certains d'échapper à l'arrivée des trisolariens en fuyant la Terre avec des vaisseaux interstellaires, attitude déclarée crime contre l'humanité par les Nations-Unies)
- Zhang Yuanchao (张援朝) – Travailleur nouvellement retraité d'une usine chimique à Pékin.
- Wu Yue (吴岳) – Capitaine dans la Marine chinoise
- Ding Yi (丁仪) – Spécialiste en physique théorique

Parallèlement, les Nations-Unies, averties que l'esprit humain est le seul lieu que l'on peut dissimuler aux intellectrons trisolariens, décident de nommer quatre hommes, les « colmateurs (面壁者) » ou « Wallfacers », pour définir la stratégie de défense face à l'invasion trisolarienne à venir ; la première partie décrit la nomination et les débuts de Luo Ji comme Colmateur. Parmi les autres personnages, on peut citer :
- Shi Qiang (史强), surnommé Da Shi (大史) – Chef de la sécurité du programme Colmateur
- Zhuang Yan (庄颜) – Diplômée de l'Académie centrale des Beaux-Arts, épouse de Luo Ji
- Kent (坎特) – Membre de l'équipe de sécurité du programme Colmateur protégeant Luo Ji
- Dongfang Yanxu (东方延绪) – Capitaine du vaisseau spatial Sélection naturelle
- Frederick Taylor (弗雷德里克·泰勒) – Ancien secrétaire à la défense des États-Unis nommé Colmateur, prône un programme de défense spatiale, fondée sur une armée de kamikazes pour attaquer la flotte ennemie à son arrivée dans le système solaire.
- Manuel Rey Diaz (雷迪亚兹) – Ancien président du Venezuela nommé Colmateur, soutient un programme de défense nucléaire
- Bill Hynes (比尔·希恩斯) – Neurobiologiste anglais nommé Colmateur, soutient un programme d'intelligence artificielle.

Dans la stratégie élaborée par l'ONU, les Colmateurs disposeront de pouvoirs et de ressources virtuellement illimitées, afin de pouvoir élaborer chacun leurs stratégies destinées à établir des contre-mesures face à la menace trisolarienne, mais aussi pour part destinées à égarer, duper, leurrer les Trisolariens quant aux véritables intentions dudit Colmateur (les Trisolariens n'étant pas familier au mensonge ou à la tromperie, cela semble être un atout contre eux). Pour faire face aux quatre Colmateurs, les Trisolariens ont nommé parmi leurs partisans humains trois fissureurs (« Wallbreaker » en anglais) chargés de décrypter et neutraliser l'action de chaque Colmateur, et appuyés par les intellectrons (étant humains, les fissureurs pourront assister les Trisolariens pour reconnaître ce qui relève de la duperie parmi les plans des Colmateurs). Concernant Luo Ji, les Trisolariens n'ont pas nommé pour lui de fissureur ; leurs partisans expliquent que Luo Ji est "son propre fissureur". Cependant, remarquablement, Luo Ji est le seul Colmateur que les Trisolariens essayeront d'assassiner (dès avant même sa nomination officielle en tant que Colmateur) ; le personnage de Shi Qiang assurera la protection de Luo Ji, et ces deux personnages nouent un fort lien de respect mutuel qui persistera au fil de leurs périodes d'hibernation.
Afin d'être prêts à agir au moment de la confrontation avec la flotte trisolarienne, les Colmateurs se font mettre en hibernation pour être réveillés lors de l'arrivée d'une sonde trisolarienne envoyée en avant-garde de la flotte d'invasion.

### Deuxième partie: La malédiction
Les plans des Colmateurs Frederick Taylor et de Manuel Rey Diaz sont mis au jour par les Fissureurs, le premier étant d'attirer les Trisolariens dans un piège à la suite de fausses trahisons multiples, le deuxième étant de provoquer la destruction du Soleil à partir de mégabombes nucléaires de puissance stellaire sur Mercure, destruction qui aurait entraîné la destruction de la flotte Trisolarienne, mais aussi celle de la Terre. 
Le plan de Bill Hynes consiste en l’implantation neuronale (une opération appelée « poinçonnage ») sur chaque humain d'un sentiment de triomphalisme, qui doit conduire à la victoire dans le combat final de l'humanité. Dans cette attente, le Colmateur se fait mettre en hibernation.
Luo Ji semble ne pas avoir de plan, ce qui inquiète autant les Trisolariens qui tentent plusieurs fois de le faire tuer, que les Nations-Unies qui décident d'hiberner sa femme et sa fille afin de disposer d'un moyen pour le mettre au travail. Finalement Luo Ji demande l'utilisation de l'amplificateur solaire pour envoyer un message à la galaxie, message indiquant la position d'une étoile 187J3X1 située à 50 années-lumière de la Terre. Quand on lui demande quel est le but de ce message, il répond qu'il s'agit d'une malédiction. Ensuite, Luo Ji se fait également mettre en hibernation pour 200 ans.

### Troisième partie: la forêt sombre
Deux cents ans plus tard, Luo Ji est réveillé pour découvrir un monde radicalement changé. Il y a eu un effondrement écologique massif à la suite de la militarisation totale de la Terre, transformant une grande partie de la surface en désert et réduisant la population humaine à trois milliards de personnes (le « Grand Ravin »). Au détour de cet effondrement, une renaissance économique, culturelle et scientifique a lieu. L'humanité a acquis en particulier la maîtrise de la production d'énergie par la fusion nucléaire, donnant accès à des ressources énergétiques virtuellement inépuisables, et permettant la motorisation de vaisseaux spatiaux rapides et lourdement armés, le développement de stations orbitales. Sur Terre, les États-nations ont creusé de grandes cavernes où des villes hyper-technologiques ont été établies. La Terre possède trois flottes spatiales, devenues indépendantes des États, de plusieurs milliers de vaisseaux spatiaux, supérieures en nombre à la flotte Trisolarienne connue ; l'humanité retrouve confiance en elle-même et croit en une victoire écrasante future face à l'envahisseur extraterrestre.
Cependant le Colmateur Bill Hynes, au lieu d'implanter le triomphalisme a implanté le défaitisme chez nombre d'humains. Zhang Beihai a été sorti d'hibernation pour lutter contre les militaires suspectés de défaitismes. Il est nommé au commandement d'un vaisseau amiral de la flotte, le Sélection naturelle, mais Zhang Beihai, s'avère être un défaitiste, et dès qu'il le peut, il fait fuir son vaisseau dans l'espace pour échapper à la menace trisolarienne. Les Nations-Unies dépêchent quatre vaisseaux à la poursuite du Sélection naturelle.
Une sonde trisolarienne, ayant la forme d'une gouttelette de quelques mètres de diamètre est annoncée en avance sur la flotte. Deux mille vaisseaux terriens sont envoyés à la rencontre de cette gouttelette qui paraît inoffensive. La Goutelette est capturée par un vaisseau terrestre, à bord duquel un équipage scientifique limité est dépêché. Le scientifique Ding Yi est le premier à pouvoir examiner la Goutelette, et paraîtra être le premier à réaliser l'extrême danger que celle-ci représente. Elle est constituée en fait d'un matériau hyperdense, mettant en œuvre l'interaction nucléaire forte. Soudainement, la gouttelette s'anime et accélère à des vitesses quasi-luminiques, et détruit inexorablement tous les vaisseaux terriens, les uns après les autres, en les traversant comme un projectile autoguidé. Seuls sept vaisseaux en réchappent en fuyant vers l'espace profond. 
Au cours des deux cents ans écoulés depuis l'émission du signal de la "malédiction", l'étoile 187J3X1 a été entretemps détruite par une « Particule de Lumière » (en Anglais "Photoid") envoyée par une autre civilisation extraterrestre. Luo Ji explique sa théorie : comme les chasseurs dans une « forêt sombre », une civilisation extraterrestre ne peut jamais être certaine des véritables intentions d'une autre civilisation extraterrestre. Les distances extrêmes entre les étoiles créent une « chaîne de suspicion » insurmontable, où deux civilisations ne pouvant pas communiquer pour dissiper la méfiance réciproque, la première civilisation qui en détectera une autre sera conduite à la détruire de façon préventive pour éviter le risque inverse. Cette volonté des civilisations galactiques de rester cachées explique, selon les thèses de Luo Ji, le paradoxe de Fermi.
La sonde trisolarienne ensuite se positionne à un point de Lagrange Terre-Soleil, et émet un signal de brouillage en direction du Soleil, ceci afin d'empêcher l'utilisation du Soleil comme amplificateur de signaux terrestres ; les Trisolariens veulent ainsi empêcher toute tentative par les Terriens de révélation de leur existence à la forêt sombre. 
La "malédiction" du Colmateur Luo Ji était tombée quelque peu dans l'oubli, et ce n'est que deux ans après la destruction de 187J3X1 et, surtout, après la cuisante défaite des forces terrestres, que les autorités et le public réalisent que la "Malédiction" de Luo Ji a fonctionné. Luo Ji est alors rétabli comme Colmateur, et collabore ensuite à un moyen de détection des nouvelles sondes trisolariennes, ce moyen consistant à faire exploser des bombes nucléaires chargés d'une matière récoltée sur Neptune pour créer de gigantesques nuages de poussières que les sondes illumineraient lors de leur passage. Luo Ji s'affaire au positionnement de ces bombes-satellites, mais le projet qui n'est pas mené jusqu'à son terme s'avère inefficace pour détecter les sondes. Alors que tout semble perdu Luo Ji se met un pistolet sur le cœur, et appelle les intellectrons pour avertir les Trisolariens que les bombes-satellites ont été placées astucieusement selon ses instructions de telle sorte que les nuages de poussières occulteraient le Soleil d'une façon visible partout dans la galaxie, indiquant les coordonnées d'Alpha du Centaure et vouant le monde des Trisolariens à la destruction par la forêt sombre. Si Luo Ji venait à mourir, le système serait activé automatiquement grâce à un dispositif appelé « berceau », qui est en fait une veille automatique.
Les Trisolariens sont acculés par la dissuasion à une frappe de la Forêt Sombre opérée par Luo Ji, et acceptent immédiatement de passer à la négociation avec celui-ci : ils détournent leur flotte d'invasion et acceptent d'aider l'humanité via des transferts de technologies avancées, en particulier, à la demande de Luo Ji, dans le domaine des ondes gravitationnelles.

### Cinq ans plus tard
Les scientifiques humains ont construit une antenne gravitationnelle avec l'appui scientifique des Trisolariens.

### Théorie de la foret sombre comme solution au paradoxe de Fermi.
La conjecture développée dans ce roman est présentée par l'auteur comme une solution au paradoxe de Fermi. Elle a depuis été discutée dans divers cadres (scientifiques, littéraires etc.) et a donné lieu à des travaux scientifiques.

## Éditions
- 黑暗森林, Chongqing Press, 1er mai 2008, 470 p.  (ISBN 978-7-5366-9396-8)
- La Forêt sombre, Actes Sud, coll. « Exofictions », 4 octobre 2017, trad. Gwennaël Gaffric, 720 p.  (ISBN 978-2-330-08231-4)
- La Forêt sombre, Actes Sud, coll. « Babel » no 1643, 4 septembre 2019, trad. Gwennaël Gaffric, 732 p.  (ISBN 978-2-330-12511-0)